# Spirit (rumsonde)
 For alternative betydninger, se Spirit. (Se også artikler, som begynder med Spirit)
Spirit eller; Mer-2, MER-A, Mars Exploration Rover – A, var en af to robotter i NASAs Mars Exploration Rovers-program, den anden robot kaldtes Opportunity.
Den 4. januar 2004 landede Spirit i Gusev-krateret på Mars, tre uger før Opportunity der landede på den anden side af Mars.
Spirit er den anden robot der har landet på planeten Mars. På landingsdelen er der en LEGO-mand ved navn 'Biff Starling', der bloggede på Planetary Societys hjemmeside.
Se hovedartikel: Mars Exploration Rovers.

## Hovedformål med missionen
Spirits hovedformål er at undersøge kemiske og geologiske forhold på planeten Mars.
Missionen var planlagt til at vare 90 marsdøgn på Marsoverfladen. Missionen er blevet udvidet flere gange og havde i 17. november 2006 passeret 1000 marsdøgn.
Inden landingen på Mars var målet for hver af Mars-roverne at køre ca. 40 meter på en dag. Begge roverne har passeret disse mål. Robotterne fortsatte med at fungere effektivt ti gange længere end NASA havde forventet, og roverne har derved kunne gennemføre store geologiske undersøgelser af sten og overfladen på Mars.
I november 2008 tildækkede en støvstorm robottens elektriske solpanel, men kontrolcenteret på Jorden er stadig i stand til at opretholde kommunikation med Spirit.
Man mistede kontakten med den i marts 2010 efter at den havde sat sig fast i en sandlomme. Efter stadig ikke at have kunne få kontakt med den efter vinteren, opgav man i maj 2011 endeligt at få kontakt med den.

### Videnskabelige instrumenter
- Panoramic Camera (Pancam): Til at bestemme mineralogien, overfladen og struktur på det lokale terræn.
- Miniature Thermal Emission Spectrometer (Mini-TES): For at identificere mulige sten og steder der ønskes nærmere undersøgelse. Instrumentet kan også se mod himmelen for at undersørge temperaturprofiler på Mars-atmosfæren.
- Mössbauer Spectrometer (MB) og Alpha Particle X-Ray Spectrometer (APXS): Til nærmere undersøgelser af mineralogien, sten og jordprøver.
- Magneter: Til at samle magnetiske støv-partikler. MB og APXS til analyse af prøvene.
- Microscopic Imager (MI): Til at få nærbilleder med høj resolution af sten og jord.
- Rock Abrasion Tool (RAT): Til at bore i sten[4].

- Spirit på Mars
- Spirits billede af sin lander
- Spirit undersøger en grøft, den har udgravet
- Billede fra Spirit